# NGC 1356
NGC 1356 ist eine Balken-Spiralgalaxie vom Hubble-Typ SBbc im Sternbild Horologium am Südsternhimmel. Sie ist schätzungsweise 520 Millionen Lichtjahre von der Milchstraße entfernt und hat einen Durchmesser von etwa 260.000 Lj.
Im selben Himmelsareal befinden sich die Galaxien IC 1947, IC 1950, IC 1959, IC 1968.
Das Objekt wurde am  23. Dezember 1837 von John Herschel entdeckt.